# Philippe Maine
Louis Philippe Maine est un soldat français, né le 4 septembre 1830 à Mussidan (Dordogne), et mort le 27 juin 1893 à Douzillac dans le même département.

## Biographie

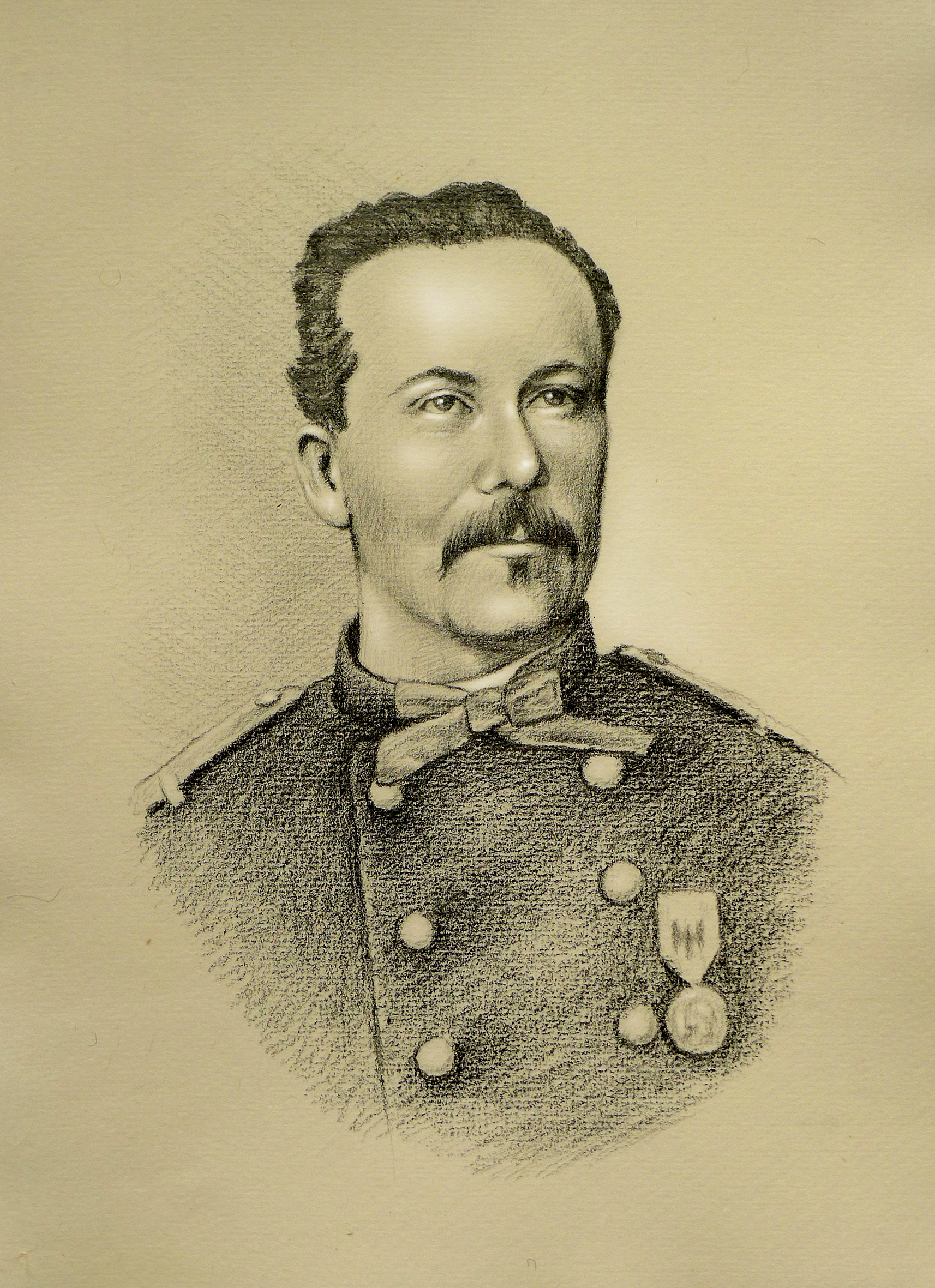
Le caporal Maine. L'authenticité de ces portraits est disputée.

### Famille
Louis Philippe Maine est fils de Joseph Ména, d’origine andalouse, qui changea de nom pour s'appeler "Maine" exerçant le métier de bottier et de Thérèse Félix, française (dont le père est un ancien capitaine de l’Armée napoléonienne) née en Espagne, exerçant la profession d’hôtelière.

### Engagement
Le 21 décembre 1850, à la mort de son père, il s'engage pour deux ans au 1er régiment de zouaves à Alger. Déçu, il quitte le service pour se faire bottier, métier que lui a appris son père. Très vite il décide que seul le métier des armes peut lui donner l’aventure. Le 25 avril 1854, il s'engage à nouveau, intégrant le 4e bataillon de chasseurs à pied qui s'apprête à être déployé en Crimée. 

### Campagne de Crimée
Il participe aux combats de la campagne de Crimée, son unité prenant part à la plupart des actions d'envergure. Blessé, se faisant remarquer par son attitude exemplaire au combat, il est fait chevalier de la Légion d'honneur à l'issue de la prise du Mamelon vert et de la tour Malakoff. Cette décoration, alors réservée aux officiers, est exceptionnelle, Philippe Maine étant alors sergent-chef. 

### Campagne d'Italie
En Italie, il est adjudant et sert toujours dans les rangs du 4e bataillon de chasseurs à pied. Il est décoré après Magenta de la médaille de la valeur militaire italienne. À l'issue de cette campagne, il est affecté à nouveau en Algérie où, recherchant plus d'action, il rejoint pour plus de quatre ans le 1er bataillon d'infanterie légère d'Afrique. Il rend ses galons d'adjudant en février 1863 pour s'engager comme simple soldat à la Légion étrangère lorsqu'il apprend que le régiment étranger est désigné pour participer à la campagne du Mexique.

### Campagne du Mexique
Maine participe à la bataille de Camerone le 30 avril 1863, en tant que caporal. Un des rares rescapés de ce combat, il est nommé sergent, puis sous-lieutenant dès le mois de septembre. Il combat encore quatre années au Mexique, qu'il quitte en 1867, y participant encore à une quinzaine d'autres combats. Lorsqu'il quitte le Mexique, le régiment étranger passe de huit à trois bataillons. La Légion reverse Maine dans l'infanterie, une affectation dans une garnison paisible jusqu'en novembre 1868.

### Garnison en Cochinchine
Il s'engage alors dans les troupes de marine, au 3e régiment d'infanterie de marine, conservant son grade de lieutenant. Il s'embarque avec cette unité pour la Cochinchine. Il est rapatrié en métropole pour des raisons sanitaires en 1870.

### Guerre franco-allemande de 1870

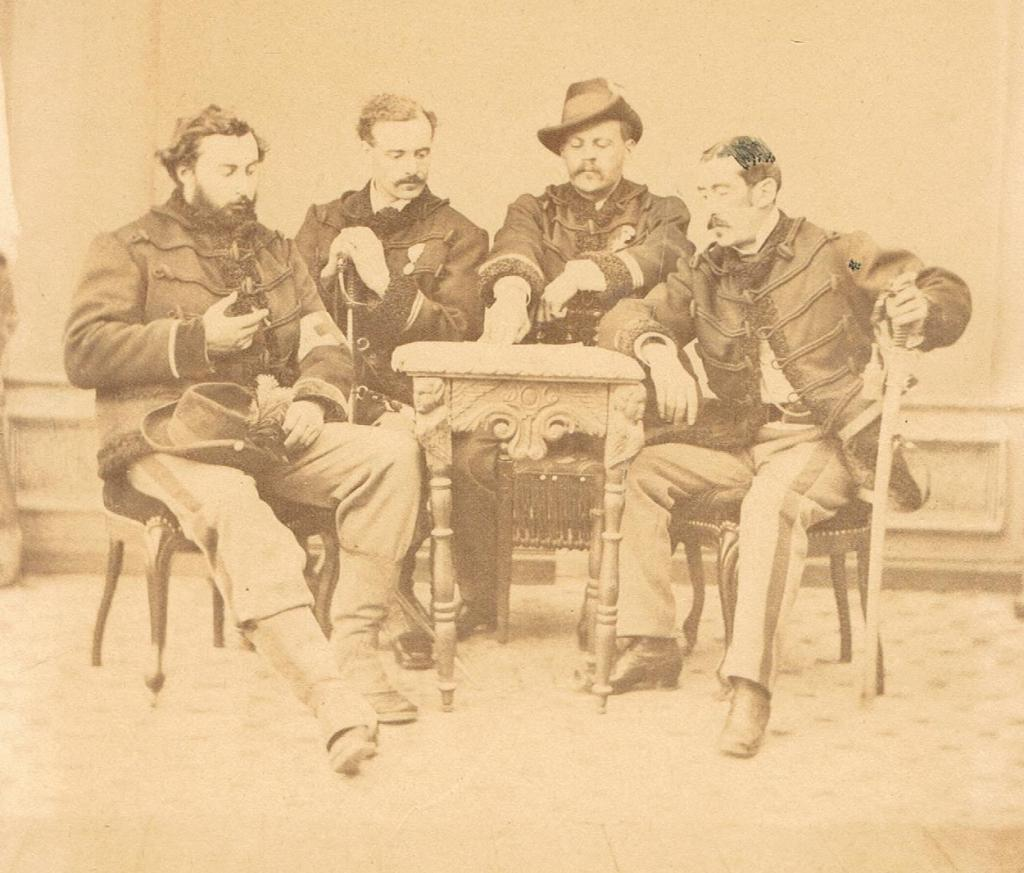
Le capitaine Maine, seul à porter une coiffe, et ses officiers, compagnie de francs-tireurs de Rochefort. Une des rares photos de Maine dont l'authenticité est prouvée

Bien qu'encore convalescent, Maine participe ensuite à la campagne de 1870 avec son régiment. Il prend alors part à la bataille de Bazeilles. Il aurait combattu dans la « Maison de la dernière cartouche », bien que ce fait soit contesté, notamment par le lieutenant-colonel Sallat, historien des armées.
Participant à la bataille de Sedan, il y est fait prisonnier par les Prussiens le 2 septembre. Il s’évade le 18 en se faisant passer pour un laitier, gagne Bruxelles et rejoint la France. À Rochefort, il intègre une troupe de francs-tireurs et y organise une compagnie de volontaires qu’il conduit au feu. Lorsque ces corps francs sont dissous, il se voit attribuer le commandement du 8e régiment de gardes mobiles de Charente-Inférieure, au grade de lieutenant-colonel.

### Troisième République
La « Commission parlementaire chargée de réviser les grades accordés dans l'armée par le Gouvernement de la défense nationale » se tenant en 1872 ne retient pas son dernier avancement. Elle lui impose les galons de capitaine. Il est muté dans un bataillon de tirailleurs sénégalais jusqu’en mars 1873 puis revient au 3e RIMa avant d’être mis en non activité pour infirmités temporaires, le 30 novembre 1878.

### Retraite
Héros du siège de Sébastopol, du combat de Camerone et de la bataille de Bazeilles, s'étant illustré lors des faits d'armes les plus marquants de la Légion étrangère et des troupes de marine sous le Second Empire, il est accueilli en héros dans son village natal, Mussidan. Il meurt dans son lit à Douzillac, en Dordogne le 27 juin 1893. Lors de la cérémonie funéraire, une balle tirée lors de la salve en son honneur traverse par mégarde son cercueil. Un de ses amis prononcera son éloge funèbre et y fait allusion, commençant son discours par "Honneur à toi, brave Maine. Jusqu'au dernier instant, ton corps aura été menacé".

## Hommages
Chaque année, le 30 avril, date anniversaire de la bataille de Camerone, un hommage lui est rendu au cimetière de Douzillac où il est inhumé, par des légionnaires résidant en Dordogne.
La 33e promotion de l'École militaire interarmes (1993-1995) le choisit comme parrain sous le nom de baptême « Capitaine Maine ».

### Sources
- Képi blanc et Division histoire et patrimoine de la Légion étrangère
- Extrait signalétique et des services du Service historique de la défense
- Esprit défense, revue du Ministère des armées, no 7, printemps 2023, p. 50-52